# 多蘭内大豊上流線
多蘭内大豊上流線（たらんないたいほうじょうりゅうせん）は、かつて樺太に存在した樺太庁道であり、留多加郡三郷村から留多加町を結んでいた。

## 経由地
- 留多加郡三郷村 - 留多加町
- 未開通区間があった。

## 接続道路
- 留多加郡三郷村
  - 新場西能登呂岬線

- 留多加郡留多加町
  - 大豊遠節線